# Richard Gans

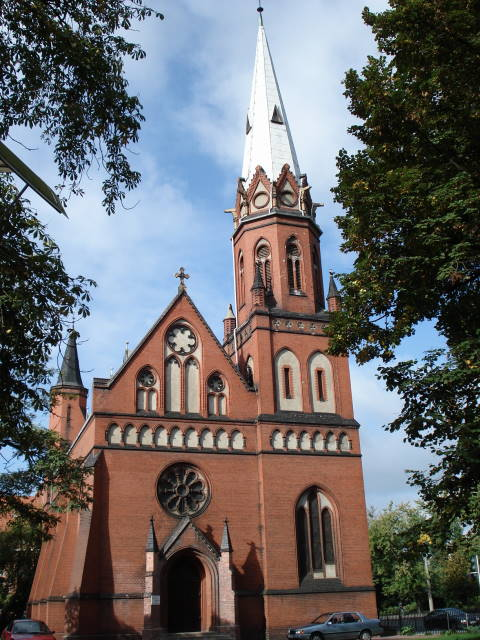
Kościół św. Szczepana w Toruniu

Richard Gans (działał około 1900 roku) – niemiecki architekt.

## Życiorys
Daty życia nieustalone, mieszkał w Berlinie przy Albrechtstrasse. Zapewne wykształcenie uzyskał w kręgu prof. Johannesa Otzena na Politechnice w Charlottenburgu.
W latach 1901–1903 sporządził kolejne plany neogotyckiego kościoła ewangelicko-reformowanego w Toruniu, ukończonego w 1904. W 1904 wykonał ponadto niezrealizowany projekt tamtejszego kościoła staroluterskiego o formach neoromańskich. Inne projekty i realizacje nie są znane.